# Agrostis rubra
Agrostis rubra é uma espécie de gramínea do gênero Agrostis, pertencente à família Poaceae.